# Iglesia de San Salvador (Majadas de Tiétar)
La iglesia de San Salvador es un templo católico ubicado en la localidad española de Majadas de Tiétar, en la provincia de Cáceres,.

## Descripción
Se trata de un templo de estilo renacentista, construido en los siglos XVI y XVII, en la que se distinguen sus dos épocas constructivas, destacando el uso del granito como refuerzo de las esquinas y paredes en mampostería, pero también es un inmueble sencillo sin ornamentación interior y pocas imágenes, ni retablo mayor ni laterales, pues mucho de lo que tenía se perdió tras la guerra civil. Es de interés el presbiterio y algunos de sus cuadros.
La estructura del templo parroquial, está formada por tres elementos. 
El primero es un ábside renacentista semioctogonal de mampostería con ángulos y contrafuertes exteriores de sillares, cuya bóveda está sostenida sobre la nervatura típica de arcos asentados sobre ménsulas. La obra debió ser elevada a mediados del siglo XVI por el Obispo Gutierre Vargas de Carvajal o su sucesor Pedro Ponce de León, aunque no existe ningún escudo de sus armas. 
El segundo elemento de la construcción es una nave de tres tramos, a la mitad de la altura total del ábside. Según consta en el archivo Diocesano de Plasencia, fue elevada entre 1885 y 1887 para sustituir una nave anterior más amplia que amenazaba ruina. 
El tercer elemento es un campanario de planta casi cuadrada, adosado al ábside y cuyo acceso es una notable escalera de caracol labrada en piedra. La entrada a esa escalera debía estar dentro del templo en la antigua nave, pero hoy su acceso es exterior a la iglesia.